# Dejr el-Bahari
Dejr el-Bahari (الدير البحري ad-dayr al-baḥrī, „Az északi monostor”) halotti templomkomplexumok és sírok összessége, amely a Nílus nyugati partján terül el Luxorral szemben, Egyiptomban. Az első itt épült emlék a XI. dinasztia uralkodója, II. Montuhotep nevéhez köthető. A XVIII. dinasztia uralkodása idején I. Amenhotep és Hatsepszut is intenzív építkezésbe kezdett a környéken. 1997. november 17-én 62 embert mészárolt le itt az Al-Gamáa al-Iszlámijja.

## II. Montuhotep halotti temploma (Akh Szut Nebhepetré)
Az épület szerkezete mögé előbb a nyitott udvart, majd egy oszlopos előcsarnokot, végül a fáraó sírját építették. Az akna és az utána következő járat 150 méter hosszan nyúlik a föld felszíne alá, hogy aztán a sírkamrába nyíljon, 45 méterrel az udvar alatt. A kamra egy oltárt tartalmaz, ami valaha Nebhepetré Mentuhotep fából készült koporsóját tartotta. Az udvar alá egy mély aknát készítettek, ami befejezetlen szobákba vezetett, amelyekről azt tartják, hogy eredetileg a fáraó kamrájaként funkcionáltak volna. Az uralkodó egy itt elrejtett képét Howard Carter találta meg. A templomkomplexum továbbá hat halotti kápolnát és aknát tartalmaz, amelyek a fáraó családja számára épültek.

## Hatsepszut halotti temploma (Dzseszer-Dzseszeru)

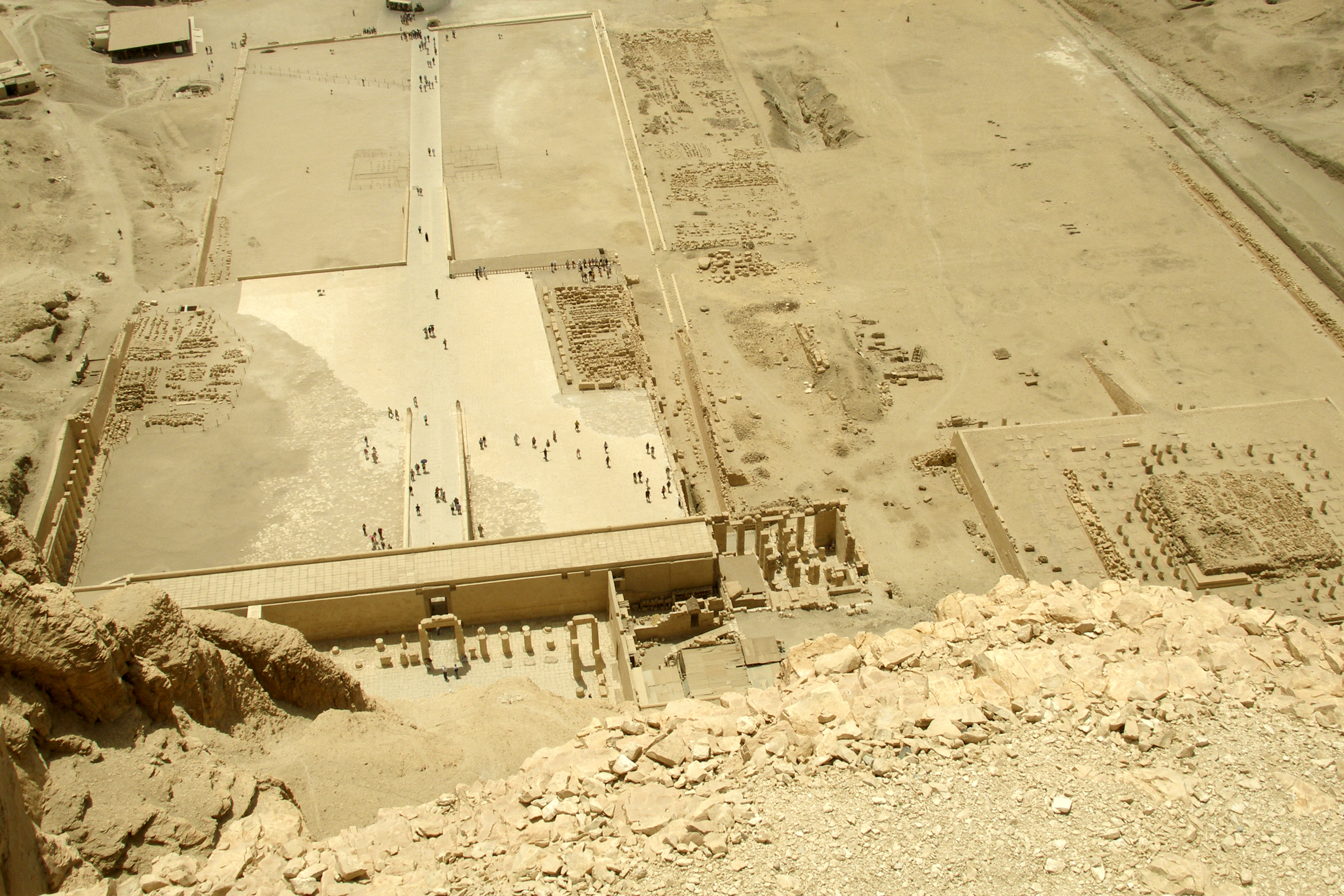
Hatsepszut temploma

Dejr el-Bahari legismertebb épülete a Dzseszer-Dzseszeru, azaz „a fenségesek legfenségesebbje”, Hatsepszut királynő temploma. Ezt Szenenmut tervezte, a fáraónő főépítésze. A templom Ámon és a többi isten tiszteletére épült; több teraszos oszlopsor tetején helyezkedik el, amelyet hosszú rámpával lehet elérni. Ezt valaha kertek díszítették.

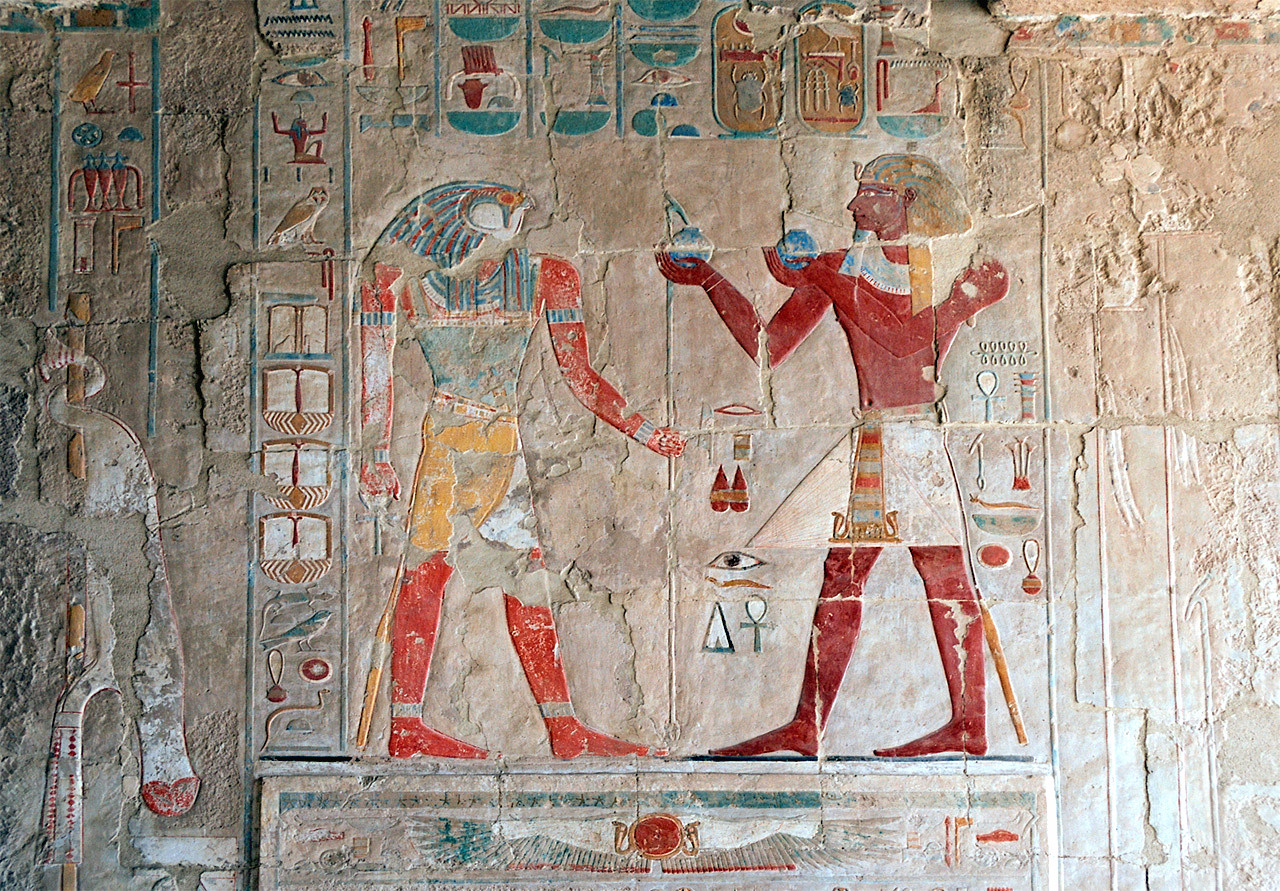
III. Thotmeszt és Hóruszt ábrázoló áldozati jelenet a templomból

## III. Thotmesz halotti temploma
III. Thotmesz is ide építtette templomkomplexumát Ámon tiszteletére. 1961-ben fedezték fel, és úgy vélik, hogy ünnepségek alkalmával használták. Nem sokat tudunk az épületegyüttesről, mivel a XX. dinasztia kora után elszenvedett földcsuszamlás után többet nem használták. Később köveit építkezésekhez kezdték elhordani. A kereszténység idején kopt szertartások színhelye volt.

## Egyéb sírok
1881-ben a templomegyüttes melletti hasadékban modern kori sírrablók egy XXI. dinasztia korabeli sírra bukkantak (DB320), ami több mint 50 múmiát rejtett, közöttük az ókori Egyiptom leghatalmasabb uralkodóinak és családtagjainak múmiáival. Itt leltek rá többek közt  Szekenenré Ta-aa, I. Jahmesz, I. Amenhotep, I. Thotmesz(?), II. Thotmesz, III. Thotmesz, I. Ramszesz, I. Széthi, II. Ramszesz, III. Ramszesz és IX. Ramszesz múmiájára. Ezeket a Királyok völgyéből szállították ide I. Sesonk fáraó (XXII. dinasztia) papjai. A mai egyiptológusok úgy tartják, hogy a fáraók költöztetésének célja nem csak a sírok fosztogatásának megelőzése volt, hanem a fellépő súlyos gazdasági hanyatlás miatt aranyra éhes állam műve is. A régi sírok sírékszereinek több darabja is felbukkant a XXII. dinasztia uralkodóinak taniszi sírjaiban. A DB320-at ma II. Pinedzsem thébai főpap családi sírboltjaként azonosítják.

## Fordítás
- Ez a szócikk részben vagy egészben  a   Deir el-Bahari című angol Wikipédia-szócikk fordításán alapul.  Az eredeti cikk szerkesztőit annak laptörténete sorolja fel. Ez a jelzés csupán a megfogalmazás eredetét és a szerzői jogokat jelzi, nem szolgál a cikkben szereplő információk forrásmegjelöléseként.